# 德木·阿旺罗布藏土布丹济克美嘉措
德木·阿旺罗布藏土布丹济克美嘉措（藏語：བློ་བཟང་ཐུབ་བསྟན་འཇིགས་མེད་རྒྱ་མཚོ，威利转写：blo bzang thub bstan 'jigs med rgya mtsho，1778年—1819年）藏族，昌都人，第七世德木活佛。

## 生平
他出生于昌都属加林村附近的萨岗，后来成为德木活佛。藏历土龙年5月7日（1808年），他和温·嘉赛活佛被任命为九世达赖的经师。嘉庆十六年（1811年），清朝嘉庆帝颁旨，任命他接替去世的达察诺门罕管理藏务，并赐封“诺门罕”之衔名与印章。他在自撰的《九世逹賴喇嘛传》中称：“铁羊年三月十六日星曜相会的吉日，嘉庆皇帝授权我代理逹賴喇嘛的职权，敕封赐印，在举行油炸面点增补宴会上，宣读了圣旨。逹賴喇嘛和经师嘉赛金刚持、各位噶伦、基巧堪布等人献哈达祝贺。”《西藏地方政府印鉴记》中称，“就达擦活佛去世后的摄政职位空缺问题，按照全藏人民的愿望，即上奏皇帝，委任经师第穆活佛掌管前辈使用过的汉印、图记、印章等。”嘉庆十六年（1811年），藏历铁羊年三月十七日，他正式出任摄政，并在原汉印上新刻了梵文。同年，经奏请嘉庆帝，获册封为“额尔德尼诺门罕”。
1811年10月，英属印度总督明多派曼宁装扮为僧人到拉萨，拜见了7岁的九世达赖，此后在拉萨僧俗官员中从事间谍活动，试图挑拨西藏噶厦同清朝中央的关系，结果被摄政阿旺罗布藏土布丹济克美嘉措和驻藏大臣驱逐出境。他摄政后，积极处理噶厦事务，调整了私邸和噶厦间的经济关系。他在《九世逹賴喇嘛传》中称：
这时，委以我摄政的重任，我禀报逹賴喇嘛说：在众徒的心中，尊师尚未修完佛法，请求继续为佛法事业服务。完成佛事后，心情稍为平静，虽有不愿处理政务的意向，却因宿业已过，并由文殊大皇帝的严令所持，只得继续效力，甘丹颇章的政教事务是佛教的根基，日臻发展兴旺，诚心服务于福田施主。我想：我们致力于新定寺庙庄园工作，绝对不能将政府的大小宗谿寺院分给私人仲科作衣食田，退还前辈逹賴喇嘛赐给我札萨克喇嘛的分地“达旺聂巴”，和逹賴喇嘛协商交给政府，不作私有，使政教事业兴旺，属民安乐。这样能成就福田施主的心愿，有何不好？这样考虑后，归还封地的决心更坚定，恭请慈悲知见。
嘉庆二十年（1815年），九世达赖圆寂，他出任代理摄政。《印鉴清册》中说：“嘉庆二十年，第十四饶迥木猪年二月十四日，九世逹賴喇嘛隆隆朵嘉措11岁，于卧榻上示寂，即奏皇帝。第穆诺门罕奉旨，于十月初二日代理逹賴喇嘛的职权。”《九世逹賴喇嘛传》中说：“……这时，大皇帝敕谕我：‘第穆呼图克图你须得负起逹賴喇嘛的一切仪式，无论如何宏扬黄教，使属民幸福，顺应朕慈爱天下一切众生的心愿，在逹賴喇嘛的呼毕勒罕降世前，奉旨承事，不可懈怠，依逹賴喇嘛在世时，以法理解’。”按照西藏僧俗意愿，他被嘉庆帝任命为代理摄政，负责管理藏务，并且为九世逹賴喇嘛举办丧事，还新建了萨松欧噶金质灵塔。
他前后任摄政共九年，在其领导下，西藏和丹吉林均欣欣向荣，丹吉林有“聚宝盆”之称。当时，只要有人提出合理的要求，他都有求必应。丹吉林当时是哲蚌寺洛色林札仓的施主，为其熬茶布施，获喇嘛们頌扬。他对贵族或普通百姓均论功行赏，赏罚分明。穷苦百姓遇到困难时，都将丹吉林视为可以求救之所。每年八月，丹吉林第穆拉章举行跳神活动时，对高僧、贵族、平民百姓都热情接待，获得各方面共同赞扬。
1819年，德木·阿旺罗布藏土布丹济克美嘉措圆寂。